# Giáo hoàng Gioan XIX
Gioan XIX (Latinh: Joannes XIX) là người kế nhiệm giáo hoàng Biển Đức VIII và cũng là người của dòng họ Tusculum.
Theo niên giám Tòa Thánh năm 1806 thì ông đắc cử giáo hoàng vào năm 1024 và ở ngôi Giáo hoàng trong 9 năm. Niên giám tòa thánh năm 2003 xác định triều đại của ông kéo dài từ tháng 5 năm 1024 cho tới năm 1032.
Giáo hoàng Gioan XIX sinh tại Rôma, tên gọi là Theophylakt III thuộc hoàng tộc Tusculum.
Ông đội vương miện cho hoàng đế nước Đức, Conrad II, tại Rôma và từ chối thoả hiệp với các mưu đồ của triều đình Byzantine. Nhờ sự bảo vệ của hoàng đế Conrad, Joannes có được một vị thế mạnh mẽ đối với Constantinopolis.
Ông bảo trợ Guido d'Arezzo phát minh 7 nốt nhạc được đặt tên bằng những âm đầu của một Thánh Vịnh. Ông bắt vua xứ Bohemia đem trả lại những thánh tích của Thánh Adalbert cho Prague (nay là thủ đô của Cộng hoà Séc).
Di hài ông được mai táng trong Vương cung thánh đường thánh Phêrô xưa.